# Esteve Maria Relat i Corominas
Esteve Maria Relat i Corominas (Puig-reig, 13 de setembre de 1892 - Sabadell, 12 de desembre de 1972) fou metge i alcalde de Sabadell del 1923 al 1930.
Llicenciat en Medicina per la Universitat de Barcelona, es va traslladar a Sabadell, on ingressà al Cos Mèdic Municipal l'any 1918. L'1 d'octubre de 1923, i pel fet de ser llicenciat, el van nomenar alcalde, càrrec que exercí fins al 7 de febrer de 1930, durant la Dictadura de Primo de Rivera. Mentre fou alcalde, es va construir el Mercat Central, es van millorar les condicions de l'Hospital i Casa de Beneficència, s'obrí el carrer d'Alfons XIII –on es va situar l'estació dels Ferrocarrils Catalans– i el primer tram de la Rambla es va transformar en bulevard, entre altres millores.